# Polyosma mutabilis
Polyosma mutabilis är en tvåhjärtbladig växtart som beskrevs av Carl Ludwig von Blume. Polyosma mutabilis ingår i släktet Polyosma och familjen Escalloniaceae. Inga underarter finns listade i Catalogue of Life.